# Kare
Kare  (ucraniano: Каре) es una localidad del Raión de Berezivka en el Óblast de Odesa de Ucrania. Según el censo de 2001, tiene una población de 45 habitantes.